# فريدريك سينيسترا
فريديريك سينيسترا (13 يناير 1980 - 15 ديسمبر 2021)، كان بطلًا بلجيكيًا للكيك بوكسينغ، واشتهر أيضا أنه كان من مناهضي للتلقيح وتوفي من كوفيد -19.